# ユニシス
ユニシス（Unisys Corporation, NYSE:UIS）は、アメリカ合衆国のITサービスとソリューションを提供する国際的企業。システム機器などの設計/製造も行っている。
日本での事業はかつて関連会社であったBIPROGYが実施していたが、2006年に持株の全てを売却、資本関係は存在しない。ただし業務提携は継続されている。
2017年にユニシスコーポレーションジャパン合同会社が設立された。

## 歴史

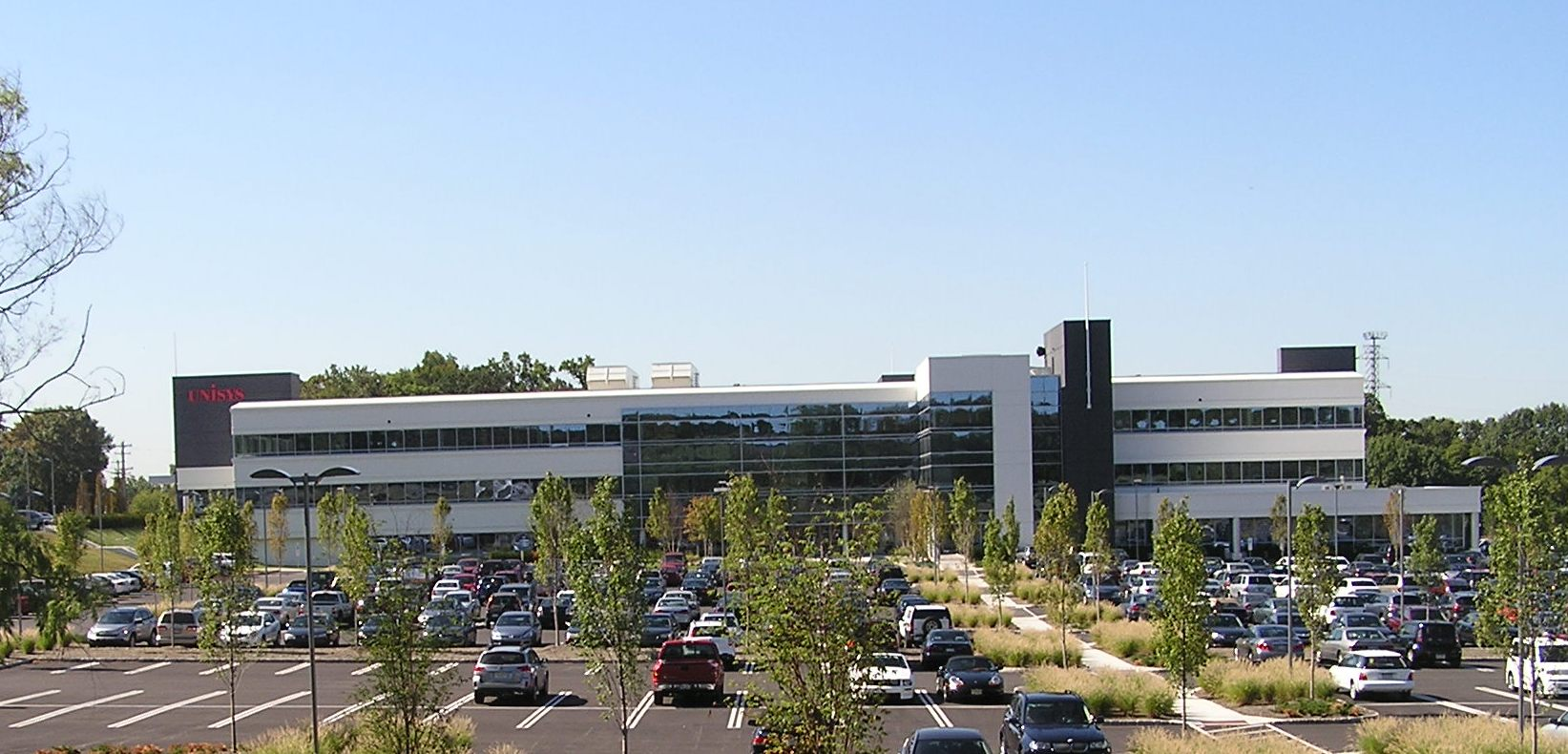
ペンシルベニア州ブルーベルのユニシス本社

ユニシスは1986年9月、元アメリカ合衆国財務長官のマイケル・ブルーメンソールによるメインフレームメーカーのスペリー社とバロース社の合併（バロースがスペリーを48億ドルで買収）で設立された。名称は「UNited Information SYStem」からの造語で、社内公募で決定された。この合併は当時のコンピュータ業界では最大の合併と言われ、ユニシスは年間売上高105億ドルでIBMに次ぐ世界第2位のコンピュータ企業となった。合併当時、120,000人もの従業員を抱えていた。
ハードウェア製造に加えて、バロースもスペリーもアメリカ政府との契約を請け負っていた。ユニシスも各種政府機関にハードウェア、ソフトウェア、サービスを提供している。
合併後、オープン化の波にさらされ、企業構造の大改革を迫られた。結果としてメインフレーム企業からの脱却を図り、UNIXやWindows NTベースのコンピュータ市場へ参入した。その後、ヒューレット・パッカードやIBMのように、徐々にハードウェアからサービス/コンサルティングへと企業としての主軸を移していった。1997年、売り上げに占めるサービスの割合は 65% となっていたが、2006年現在は 83% にまで高まっている。
ユニシスの歴史の中で重要な出来事として以下のことが挙げられる。
- 1986年 2200シリーズメインフレームの開発。CMOSを使用したメインフレーム 2200/500も含まれる。
- 1989年 最初のデスクトップ型メインフレーム Micro A シリーズの開発[6][7]。
- 2000年 UNISYS ES7000（英語版） サーバを開発
- 2004年 ビジネスルールやワークフローを視覚化する Unisys 3D Blueprinting Approach（英語版） を開発[8]

1988年、コンバージェント・テクノロジーを獲得し、その革新的なオペレーティングシステム CTOS を手に入れた。
2008年10月7日、CEO兼会長に J. Edward Coleman が就任。
2008年11月11日、ユニシスの時価総額が S&P 500 の規定する下限である40億ドルを下回ったため、S&P 500 から外された。2009年10月、上場廃止を避けるために株価を支える目的で10:1の株式併合を行った。
2010年、医療情報管理サービス部門を Molina Healthcare に1億3500万ドルで売却した。

## 製品とサービス
同社はコンサルティング、一時的な契約業務、ITサービスのアウトソーシング請負などを行っている。サービスには、ハードウェアシステムとソフトウェアシステムの構築、ホスティングやデータ管理、業務プロセスの計画立案、セキュリティの確保などが含まれる 。
2000年、ユニシスはミッドレンジ〜ハイエンドサーバ Unisys ES7000 ファミリを開発した。この製品はインテルのXeonおよびItaniumを使い、オペレーティングシステム (OS) として Microsoft Windows Server 2003、ノベルまたはレッドハットのLinuxが動作する。
ユニシスはローエンドとメインフレームの"ClearPath"というシリーズも持っている。ClearPathはメインフレームのソフトウェアが動作するだけでなく、同時にJavaプラットフォームとしても、JBossやJakarta EEアプリケーションサーバとしても動作する。ClearPathには、スペリー/UNIVAC系の ClearPath Dorado とバロース系の ClearPath Libra がある。
ユニシスのシステムは、銀行業務、小切手処理、所得税処理、航空機予約、生体認証、新聞コンテンツ管理、港湾出荷管理、気象情報サービスなど様々な用途に使われている。アメリカ国立気象局のドップラー気象レーダーシステム NEXRAD のソフトウェアもユニシスが開発しており、レーダーや気象衛星などからの気象データを提供している。また、アメリカ軍の世界最大のRFIDネットワークの運用も担当しており、25カ国にある1,500箇所の拠点で年間900万個のコンテナの追跡を行っている。南アフリカ共和国では一般市民用の汎用的身分証明書の作成を請け負った。
Secure Partitioning (s-Par) はインテルプロセッサベースのClearPathサーバにおける仮想化テクノロジーである。s-Parテクノロジーは高性能システムを4つのセキュアなパーティションに分割し、1つは中核処理複合体とし、残る3つをウェブサービスやJavaアプリケーション配備など特定のアプリケーション機能を実行する専用エンジンとする。これによりCleaPathユーザーは資源管理を効率化できる。
2010年12月、Hosted Secure Private Cloud を立ち上げた。プライベートクラウド（企業内のクラウドコンピューティング）のあらゆる利点を提供しつつ、新たな基盤を購入する必要がなく、同時に規約に沿ったよりよい機能により共有ビジネス資産を制御する。このソリューションはコンピュータ、ストレージ、ネットワーク、ミドルウェアといったITリソースを各顧客専用に割り当て（ユニシスのデータセンターでのホスティング）、自動的に数分間でプライベートクラウドにITリソースを追加可能としている。
2011年3月、Unisys Hybrid Enterprise Framework を立ち上げた。これは、従来型とクラウド型のIT提供モデルを管理する方法論とサービス群からなり、全体として一貫したコンピューティング環境を提供する。その鍵となるのは、クラウド構築サービスのポートフォリオであり、統合企業環境におけるミッションクリティカルなクラウド・ソリューションの計画立案・設計・実装を中心としたものである。
2014年、ClearPathメインフレームのプロセッサを独自のCMOSからインテルのx86へと切り替えた。このマシン上で利用可能なOSとしては、OS 2200およびMCP、そして仮想化されたWindowsやLinuxとなっている。

## 顧客
ユニシスの顧客は大企業や政府機関などが多い。以下に例を挙げる。
- ワシントン・ミューチュアル
- New York Clearing House
- デル
- Lufthansa Systems
- ロイズ・バンキング・グループ
- EMCコーポレーション
- SWIFT
- アメリカ合衆国各地の州政府（失業保険、免許発行などのシステム）
- アメリカ軍の様々な部門
- 連邦航空局 (FAA)
- 各地の空港
- アメリカ合衆国一般調達局（英語版）
- アメリカ合衆国運輸保安局（英語版）
- アメリカ合衆国内国歳入庁
- ネクステル（英語版）
- テレフォニカ（スペイン）

## データセンター
ユニシスは世界各地でデータセンターを運営しており、サービス品質の世界標準の認定を受けている。認定されている標準としては、ISO 9001:2008、ISO 20000-1:2005、ISO 27001 などがある。また、ユニシスは顧客の所有する施設でもデータセンターを運営またはサポートしている。
| 所在地                   | 国               | ISO 9001 | ISO 20000 | ISO 27001 |
| ------------------------ | ---------------- | -------- | --------- | --------- |
| ミネソタ州イーガン       | アメリカ         | N/A      | 認定      | 認定      |
| ヴァージニア州レストン   | アメリカ         | N/A      | N/A       | 認定      |
| ユタ州ソルトレイクシティ | アメリカ         | N/A      | 認定      | 認定      |
| リオデジャネイロ         | ブラジル         | 認定     | 認定      | 認定      |
| サンパウロ               | ブラジル         | 認定     | 認定      | 認定      |
| ミルトン・キーンズ       | イギリス         | 認定     | 認定      | 認定      |
| アリングソース           | スウェーデン     | 認定     | 2011      | 認定      |
| シドニー                 | オーストラリア   | 認定     | 認定      | 認定      |
| オークランド             | ニュージーランド | 認定     | N/A       | 認定      |
| カピティ                 | ニュージーランド | 認定     | 認定      | 認定      |

## 議論
LZWアルゴリズムに関するライセンス料の要求
LZWアルゴリズムはGIFファイル形式で使われている。ユニシスは当初LZWのライセンス料を求めなかったので、GIF形式は大いに普及した。しかし1994年になると、ユニシスはGIFを扱う商用ソフトに対してライセンス料を求めるようになる。1999年にはフリーソフトウェアに対しても料金を求め始めた。これを受けて、"Burn All GIFs"（全てのGIFを焼き捨てろ）キャンペーンが広がった。GNUプロジェクトはGIFからPNG形式への移行を推進。PNG形式は2013年1月、GIFよりも多くのサイトで使用されるようになった。なお、LZWアルゴリズムに関する特許は米国では2003年6月20日に失効、日本でも2004年6月20日に失効した。
ロビイストとの関係
2003年と2004年の2年間、ユニシスは有力なロビイストジャック・エイブラモフに64万ドルを支払い、彼の助力を得ていた。2006年1月、エイブラモフはロビー活動に関わる様々な犯罪で摘発され、罪を認めた。ただし、ユニシスからの依頼が犯罪と関係していたわけではない。エイブラモフらのロビー活動は連邦の広範囲の調査対象となっている。
残業代の不当な計上（ユニシス側は否定）
2005年10月、ワシントン・ポスト紙はユニシスが運輸保安局との10億から30億ドルの契約において、契約上許されていない長時間の残業を高い単価で計上していたと報じた。ユニシスはこれを否定している。
セキュリティ面でのミス（ユニシス側は否定）
2006年、ワシントン・ポスト紙は国土安全保障省との契約でユニシスがコンピュータセキュリティ上のミスを犯したとされる件でFBIが捜査中だと報じた。契約期間中にいくつものセキュリティ上のミスを犯したと見られており、データが間違って中国のサーバに送られてしまったという件も含まれる。ユニシスは報道を否定し、反証となる文書もあるとしている。2008年、Joe McGrath は信任投票もなく取締役を解任され、後任にはゲートウェイの前CEO J. Edward Coleman が就任した。アメリカ連邦政府担当重役の Greg Baroni も解雇されている。2008年6月30日、ユニシスは運輸保安局 (TSA) の Information Technology Infrastructure Program のフェーズ2で同社が調達先に選ばれなかったと発表した。翌月ユニシスはアメリカ合衆国会計検査院 (GAO) に対してTSAの決定に対する正式な不服申し立てを行う予定であることを発表。8月20日、TSAは当初入札参加者に選ばれていなかったユニシスとノースロップ・グラマン（こちらも連邦航空局にTSAの決定への不服を申し立てていた）の入札参加を許可すると発表した。
雇用に関する発言
2009年、ユニシスの重役 Richard Marcello はクラウドコンピューティングの効用について「我々は米国内の雇用を削減し、それで浮いた費用でインドで2倍の人員を雇用することもできる」とアメリカ人労働者の解雇を自慢するような発言をした。

## 関連会社
- ユニアデックス株式会社